# Nu Capricorni
Nu Capricorni (Alshat, 8 Capricorni) é uma estrela na direção da constelação de Capricornus. Possui uma ascensão reta de 20h 20m 39.81s e uma declinação de −12° 45′ 32.6″. Sua magnitude aparente é igual a 4.77. Considerando sua distância de 272 anos-luz em relação à Terra, sua magnitude absoluta é igual a 0.16. Pertence à classe espectral B9IV.